# Мартинес, Альдо
А́льдо Мартине́с Эчева́рриа (исп. Aldo Martinez Hechevarria;  род.27 августа 1968, Пинар-дель-Рио, Куба) —  кубинский борец вольного стиля, чемпион мира, Панамериканских игр, Панамериканского чемпионата, Игр Центральной Америки и Карибского бассейна, призёр Кубков мира.

## Спортивные результаты
- Чемпион мира (1990).
- Серебряный призёр Кубков мира (1988, 1991), бронзовый призёр Кубков мира (1989, 1996).
- Чемпион Панамериканских игр (1987, 1991).
- Чемпион Панамериканского чемпионата (1988, 1990, 1992).
- Чемпион Игр Центральной Америки и Карибского бассейна (1990).
- Участник Олимпийских игр 1992 года в Барселоне (7-е место).

## Видео
- Чемпионат мира 1990, вольная борьба, до 48 кг, финал: Альдо Мартинес (Куба) - Мариан Недков (Болгария)